# Lawrence Lambe

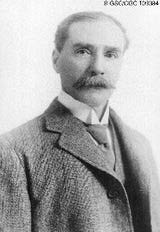
Lawrence Lambe

Lawrence Morris Lambe (* 1863; † 1919) war ein kanadischer Geologe und Paläontologe, der für den Geological Survey of Canada (GSC) arbeitete.
Lambe begann 1897 seine Arbeit im Westen Kanadas. In den folgenden Jahren entdeckte er eine große Zahl von Gattungen und Arten, außerdem verbrachte er viel Zeit mit der Präparation von Fossilien für das Museum des Geological Survey of Canada. 1902 beschrieb er den ersten in Kanada gefundenen Dinosaurier, verschiedene Arten der Gattung Monoclonius. 1904 beschrieb er Centrosaurus, 1910 benannte er Euoplocephalus, 1913 Styracosaurus. Weiterhin benannte er Chasmosaurus und Gorgosaurus (beide 1914), Eoceratops 1915. 1917 rief er die Gattung Edmontosaurus ins Leben. 1919 benannte er Panoplosaurus. Auch entdeckte und benannte er Gryposaurus, der zur Gruppe der Hadrosaurier gehört.
Durch die zahlreichen Beschreibungen von Dinosaurierfossilien, die man in Alberta gefunden hatte, half er, das Thema Dinosaurier in den öffentlichen Fokus zu rücken. Das allgemeine Interesse an Dinosauriern und Fossilien wuchs extrem und bereitete der Provinz eine „Goldene Zeit der Dinosaurier“. Während dieser Zeit, die von den 1880er Jahren bis zum Ersten Weltkrieg andauerte, kamen zahlreiche Fossilienjäger aus der ganzen Welt nach Alberta, um dort zu suchen. Aus diesem Grund wurde im Jahr 1922 der Lambeosaurus ehrenhalber nach Lambe benannt.
Lambe entdeckte nicht nur Dinosaurier, 1907 beschrieb er Leidysuchus canadensis, einen Alligator. Diese Form, aus der späten Kreide, war die am häufigsten gefundene Form in den Gesteinen von Alberta. Weiterhin untersuchte er Fische aus dem Devon aus New Brunswick, ebenso Korallen aus dem Paläozoikum. Er sammelte Insekten aus dem Tertiär und Pflanzen in British Columbia. Der größte Beitrag zu Lambes Ruhm bleiben allerdings seine Forschungen zu den Dinosauriern.

## Schriften
- mit Henry Fairfield Osborn: On Vertebrata of the Mid-Cretaceous of the North West Territory, Ottawa 1902 (Wirbeltier-Fossilien der Judith River Group in Alberta in der späten Kreide)